# Brieva
Brieva er en by og kommune i det centrale Spanien i provinsen Segovia. Den har et indbyggertal på 86 (2024) indbyggere.